# Brașov Challenger 2024
Il Brașov Challenger 2024 è stato un torneo maschile di tennis professionistico. È stata la 1ª edizione del torneo, facente parte della categoria Challenger 75 nell'ambito dell'ATP Challenger Tour 2024, con un montepremi di 73 000 €. Si è giocato dal 1° al 7 luglio 2024 sui campi in terra rossa di Brașov, in Romania.

## Partecipanti

### Teste di serie
| Nazionalità          | Giocatore                 | Ranking* | Testa di serie |
| -------------------- | ------------------------- | -------- | -------------- |
| Argentina            | Román Andrés Burruchaga   | 144      | 1              |
| Stati Uniti          | Nicolas Moreno de Alboran | 148      | 2              |
| Brasile              | Gustavo Heide             | 187      | 3              |
| Francia              | Valentin Royer            | 205      | 4              |
| Bolivia              | Murkel Dellien            | 214      | 5              |
| Bosnia ed Erzegovina | Nerman Fatić              | 219      | 6              |
| Argentina            | Juan Pablo Ficovich       | 222      | 7              |
| Kazakistan           | Dmitrij Popko             | 224      | 8              |

* Ranking al 24 giugno 2024.

### Altri partecipanti
I seguenti giocatori hanno ricevuto una wild card per il tabellone principale:
- Gabi Adrian Boitan
- Ioan Alexandru Chiriță
- Cezar Crețu

Il seguente giocatore è entrato in tabellone come alternate:
- Nicholas David Ionel

I seguenti giocatori sono passati dalle qualificazioni:
- Jelle Sels
- Vlad Andrei Dancu
- Ștefan Paloși
- Radu Mihai Papoe
- Hynek Bartoň
- Vladyslav Orlov

## Punti e montepremi
| Torneo    | Torneo              | V     | F     | SF    | QF    | 2T    | 1T  | Q | Q2  | Q1  |
| Singolare | Punti               | 75    | 44    | 22    | 12    | 6     | 0   | 4 | 2   | 0   |
| Singolare | Premi in denaro (€) | 9 880 | 5 820 | 3 450 | 2 000 | 1 165 | 720 | – | 360 | 185 |
| Doppio    | Punti               | 75    | 44    | 22    | 12    | –     | 0   | – | –   | –   |
| Doppio    | Premi in denaro (€) | 4 250 | 2 450 | 1 480 | 880   | –     | 500 | – | –   | –   |

## Campioni

### Singolare
Murkel Dellien ha sconfitto in finale  Dmitrij Popko con il punteggio di 6–3, 7–5.

### Doppio
Javier Barranco Cosano /  Nicolas Moreno de Alboran hanno sconfitto in finale  Karol Drzewiecki /  Piotr Matuszewski con il punteggio di 3–6, 6–1, [17–15].